# Tarundia straminea
Tarundia straminea är en insektsart som beskrevs av Frederick Arthur Godfrey Muir 1925. Tarundia straminea ingår i släktet Tarundia och familjen Ricaniidae. Inga underarter finns listade i Catalogue of Life.